# Codia mackeeana
Codia mackeeana är en tvåhjärtbladig växtart som beskrevs av H.C.Hopkins & Fogliani. Codia mackeeana ingår i släktet Codia och familjen Cunoniaceae. Inga underarter finns listade i Catalogue of Life.